# 王辅 (明朝武将)
王辅（？—1626年），辽东人，明朝天启年间的武将，是東江鎮总兵毛文龙的麾下大将，官至游击。

## 生平
王辅是最早跟随毛文龙深入敌后的197名勇士之一，曾参加镇江之战。平时喜好读书，有勇力，能左右开弓，后金十分畏惧他，曾活捉后金将领太奈，数败清兵。天启六年（1626年），后金进军进攻宁远，毛文龙派王辅与林茂春等袭海州，迫使后金退兵。天启六年四月，领兵进攻鞍山，先攻破鞍山，复而被包围，三易其战马，力战殉国。

## 引用
1. ↑  《三朝辽事实录》卷5：“随令千总陈忠、王辅等，把总王镐、召一学、张魁、毛承禄、尤景和、许悌率兵一百余人及屯民高大等一百余人，直至镇江城外二十里上岸。”
2. ↑  《輶轩纪事》：“王辅者，辽东人，善读书，义决慷慨，力能左右射，虏闻而畏之。”
3. ↑  《忠义录》卷7《毛将军文龙传》：“王辅，辽东人。累官游击。擒清将太奈，数败清兵。天启六年二月，清大军西攻宁远，文龙遣辅与参将林茂春袭海州，夜至城下，杀伤过当，天明辄退。清兵亦入城。三月，夜袭会安堡，破之。天明退，清将追至，辅兵蔽丛林发炮矢，击败之。四月，夜袭鞍山堡，破之。天明，清大兵至，围之。辅疾力战，马惫，易之三，卒不得出，殁于阵。”